# Whalsay
Whalsay (Walvis eiland) is een eiland dat deel uitmaakt van de Shetlandeilanden.
De belangrijkste plaats op het eiland is Symbister, vestigingsplek van de vissersvloot en vertrekpunt van de ferries naar Laxo en Vidlin op Mainland. Er is ook een klein vliegveld.
Het hoogste punt ligt op 119 meter.